# John Littlewood (enxadrista)
John Littlewood (Sheffield, 25 de maio de 1931 – Skelmersdale, 16 de setembro de 2009) foi um jogador de xadrez britânico, campeão em muitos torneios da categoria. Seu jogo mais famoso foi no qual que perdeu de encontro ao campeão Mikhail Botvinnik no Campeonato mundial de xadrez de Hastings, em 1961/1962. Littlewood lançou um ataque forte que Botvinnik pudesse defender somente por meio de um finesse tático. Botvinnik escolheu incluir o jogo no livro Botvinnik's best games, 1947-1970.